# Le parole perdute
Le parole perdute è un singolo della cantante italiana Fiorella Mannoia, pubblicato nel 2014 in occasione dei suoi 60 anni.
È il primo estratto dalla raccolta discografica Fiorella.

## Descrizione
Il brano viene pubblicato viene pubblicato per i 60 anni dell'artista, e sarà il primo estratto della raccolta pubblicata nel 2014, Fiorella.
La raccolta arriva alla prima posizione nella classifica FIMI, successivamente verrà certificata disco di platino.
Il brano ha sonorità pop, elettropop e dance pop.

## Video musicale
Il videoclip del singolo viene pubblicato il 5 novembre 2014 sul canale YouTube VEVO della cantante, che otterrà un buon successo, superando in poco tempo il milione di visualizzazioni, e ad oggi ne ha più di 2,6 milioni.

## Tracce
Download digitale
1. Le parole perdute – 4:00 (testo: 
Fiorella Mannoia – musica: Carlo Di Francesco)

## Classifiche
| Classifica (2014)         | Posizione massima |
| ------------------------- | ----------------- |
| Italia (airplay italiana) | 8                 |